# William Miller (prédicateur)
Pour les articles homonymes, voir William Miller et Miller.
William Miller (15 février 1782 - 20 décembre 1849) était un prédicateur baptiste américain qui dirigea un mouvement protestant de réveil interconfessionnel entre 1831 et 1844, surnommé « le millérisme » ou « l'adventisme », annonçant le retour de Jésus-Christ pour 1843-1844. Ultérieurement, ce message donna naissance à plusieurs mouvements adventistes, notamment à l’Église adventiste du septième jour.

## Le mouvement d'étude des prophéties
Au début du XIXe siècle, les soubresauts de la Révolution française incitèrent certains lecteurs de la Bible à examiner les prophéties apocalyptiques des livres de Daniel et de l'Apocalypse. Se penchant sur les « 2300 jours » (convertis en années), la plus longue période prophétique de la Bible dans Daniel 8:14, plus de 80 commentateurs bibliques du monde entier conclurent qu'elle s'achèverait à une date située le plus souvent entre 1840 et 1847. Pensant qu'il s'agissait du retour du Christ, ils répandirent la nouvelle en diverses parties du monde. Joseph Wolff (1795-1862), un juif allemand converti au christianisme (anglican), annonça ce message au Moyen-Orient et en Inde aux juifs, aux musulmans et aux hindous. Vers 1790, Manuel de Lacunza (1731-1801), un jésuite chilien, écrivit Le retour du Christ en gloire et en majesté. Ce livre circula après sa mort en 1801 en Italie, en Espagne et en Amérique latine. Des prédicateurs protestants suscitèrent l'intérêt des foules : Louis Gaussen en Suisse et en France, Edward Irving en Angleterre, Thomas Playford en Australie et même des enfants en Scandinavie. Dans les années 1820, John Brown et William Cunninghame, deux correspondants anglais du Christian Observer, diffusèrent cette interprétation de la prophétie.

## La période déiste

### Enfance et adolescence à Low Hampton (1782-1803)
William Miller fut le plus célèbre annonceur de ce retour du Christ. Il naquit le 15 février 1782 à Pittsfield dans le Massachusetts. Ses parents étaient le capitaine William Miller, un vétéran de la Révolution américaine, et Paulina, la fille de Elnathan Phelps, un pasteur baptiste. Il était l'aîné d'une famille de fermiers de seize enfants. Quand Miller eut quatre ans, sa famille alla résider dans la localité rurale de Low Hampton dans l'État de New York. Sa mère se chargea de son instruction jusqu'à l'âge de neuf ans. De neuf à quatorze ans, il travailla dans la ferme familiale et chaque hiver, il fréquenta l'école du district d'East Poultrey. 
Dès son jeune âge, Miller fut un lecteur avide. Le juge James Witherell et Matthew Lyon (en) (un membre du Congrès) qui résidaient à Fairhaven dans le Vermont, ainsi qu'Alexander Cruikshanks de Whitehall dans l'État de New York, lui permirent d'avoir accès aux livres de leurs bibliothèques privées, notamment aux livres d'histoire. Durant son adolescence, Miller fréquenta des jeunes déistes, estimant que la Bible était un livre démodé.

### Fermier à Poultney (1803-1812)

Théâtre Nord-Est de la guerre de 1812.

En 1803, Miller se maria à Lucy Smith et alla habiter dans la ville voisine de Poultney, où il devint un fermier prospère. Ce changement de résidence le mit en contact avec l'intelligentsia déiste de la ville. Il écrivit : « Ils placèrent entre mes mains les œuvres de Voltaire, de Hume, Paine, Ethan Allen et d'autres écrivains déistes. » Il fut élu à un certain nombre de positions : shérif en 1809, juge de paix, lieutenant de la milice du Vermont en 1810. Il adhéra aussi à la franc-maçonnerie. Quand la guerre de 1812 éclata contre la Grande-Bretagne, il fut promu au grade de capitaine de milice. Vers la fin du conflit en 1815, il devint capitaine d'armée régulière.

### Capitaine de milice (1812-1815)
La guerre ébranla les certitudes déistes de William Miller sur la bonté inhérente de l'homme et sur la mort comme une fin ultime. Les atrocités de la guerre le convainquirent du contraire. Dès le début du conflit, son père et une de ses sœurs furent des victimes civiles. Et contre toute attente, l'armée anglaise de 15 000 soldats expérimentés (dont des vétérans de la bataille de Waterloo) subit une défaite inattendue contre la petite armée de 1 500 soldats et 4 000 volontaires américains à la bataille de Plattsburgh. Miller y vit un signe de la providence. C'était pour lui « l’œuvre d'une puissance plus forte que celle de l'homme ».

## Le retour au christianisme

### Fermier à Low Hampton: étude des prophéties (1815-1831)
Après la guerre, Miller retourna à Low Hampton auprès de sa mère et acheta une ferme (ce site historique est aujourd'hui un musée d'Adventist Heritage Ministry). Il fréquenta l'église baptiste de son oncle Elihu, soucieux de savoir comment la Bible « pouvait développer des principes aussi parfaitement adaptés aux besoins du monde déchu ». En 1816, il conclut qu'elle était une révélation de Dieu.
Après deux années d'étude assidue et systématique de la Bible, verset par verset, avec l'aide d'une concordance biblique, William Miller conclut en 1818, se fondant sur Daniel 8-9, que la fin des 2 300 jours prophétiques de Daniel 8:14 qui doit conduire à « la purification du sanctuaire » s'accomplirait vers 1843. Pensant que le « sanctuaire » désignait l'Église chrétienne, il considéra que la terre serait purifiée lors du retour du Christ. Miller arriva ainsi à cette conclusion :
- Selon le principe qu'un jour prophétique est égal à une année, les 2 300 jours prophétiques représentaient une période de 2300 années.
- Cette période démarrait en 457 av. J.-C. par le décret du roi de la Perse, Artaxerxès Ier, qui donna l'autorisation au scribe Esdras de reconstruire Jérusalem et son temple (voir dans le livre d'Esdras 7:12-26).
- Selon les calculs de Miller, la période des 2 300 années s'achevait donc en 1843.

### Annonce limitée du retour du Christ (1831-1838)

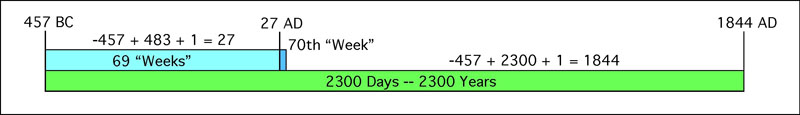
L'interprétation de Miller connectant la prophétie des 2300 jours (Daniel 8) à la prophétie des "70 semaines" (Daniel 9)

Au départ, Miller fut très réticent à faire part de sa conviction. Croyant être seul au monde à aboutir à cette conclusion, il poursuivit ses recherches en privé sans rien dire à personne pendant plusieurs années. En août 1831, une invitation inopinée à présenter un exposé sur le retour du Christ le força pour la première fois à divulguer le sujet en public. La même année, il abandonna la franc-maçonnerie. Miller reçut invitations sur invitations à présenter son message. Ne pouvant plus répondre à toutes les attentes, il publia en 1834 un petit livre intitulé : Évidences de l’Écriture et de l'histoire de la seconde venue de Christ, vers 1843.

## Le mouvement millérite

### Mouvement de réveil (1838-1843)

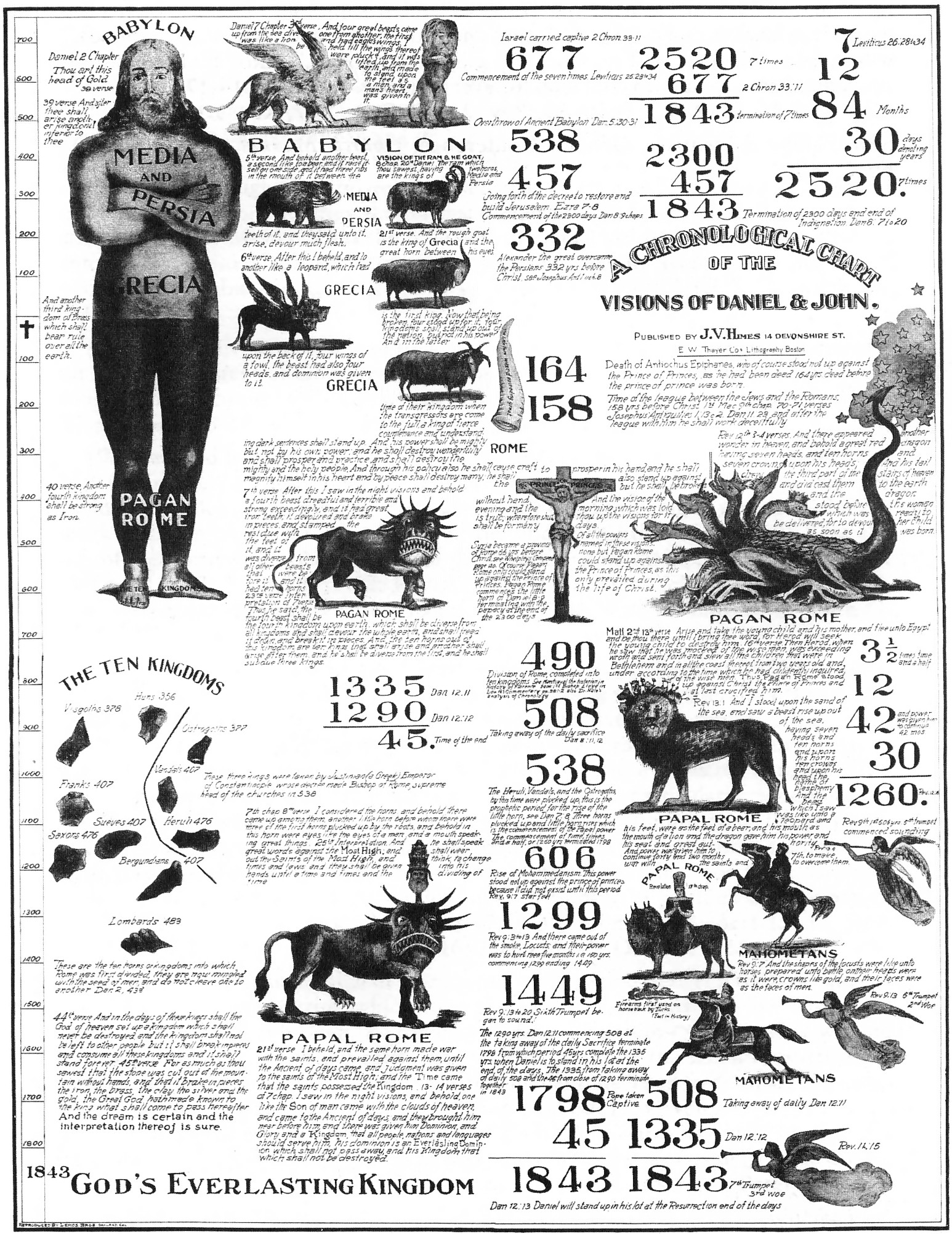
Une affiche des calculs de Miller

À partir de 1838, des pasteurs protestants acceptèrent le message de William Miller sur le retour du Christ. En juin 1838, Dr. Josiah Litch (1809-1886), un médecin et un pasteur méthodiste, publia La probabilité de la seconde venue de Christ vers 1843. Dans son interprétation d'Apocalypse 9, il annonça la chute de l'empire ottoman en août 1840. Le traité du 11 août 1840 qui plaça la Turquie (l'empire ottoman) sous la tutelle des puissances européennes, notamment celle de l'empire britannique fit grand bruit. Des humanistes et des personnes de toutes les confessions religieuses s'intéressèrent de plus près aux prophéties bibliques et à l'annonce du retour du Christ.  
Joshua Himes (1805-1895), un pasteur de l'Église chrétienne (aussi appelée la connexion chrétienne), fut le grand organisateur du mouvement millérite. Sous son impulsion, le message se répandit dans les villes et les journaux. Il créa la première revue adventiste, Signs of the Times, un bimensuel, en février 1840, qui en avril 1842 devint un hebdomadaire. En novembre 1842, Himes lança un quotidien à New York, The Midnight Cry durant les cinq mois de prédication de Miller. Après cela, le périodique devint un hebdomadaire. Une quarantaine de périodiques millérites furent publiés.
Le mouvement millérite fut interconfessionnel. William Miller n'envisagea jamais de se séparer de sa congrégation baptiste, ni de former une Église distincte. Mais l'intérêt croissant pour son message et son opposition allèrent de pair. En juillet 1843, Charles Fitch (1805-1844), un pasteur congrégationaliste puis presbytérien, prêcha un fameux sermon, intitulé « Sors de Babylone, mon peuple », invitant les chrétiens sincères à quitter les dénominations qui rejetaient le message d'une venue imminente du Christ. Ce message laissa un profond impact sur les millérites. Ils ne quittèrent pas leurs confessions mais ils y trouvèrent une justification théologique pour s'en séparer.

### Le mouvement du septième mois (1843-1844)
William Miller ne s'astreignit jamais à donner une date précise au retour du Christ. Il se contentait d'indiquer que ce serait vers 1843-1844. Mais la critique de leurs opposants et l'enthousiasme de leurs supporters forcèrent les dirigeants millérites à examiner la question de plus près. Selon la tradition des juifs karaïtes (qui avaient préservé leur calendrier religieux sans discontinuer à travers les siècles), l'année juive de 1843 s'achevait, non à l'équinoxe le 21 mars, mais le 18 avril. Rien ne se passa, mais Miller ne fut pas terriblement déçu dans la mesure où il n'avait pas clairement établi une date. Il reconnut son erreur mais citant Habakuk 2:3, il attira l'attention sur le fait qu'un retard était possible. D'autre part, les millérites découvrirent qu'il fallait ajouter une année à leurs calculs, puisque historiquement l'an 0 n'existe pas.
Le 12 août 1844, lors d'un "camp meeting" à Exeter dans le New Hampshire, Samuel Snow (1806-1870), un prédicateur millérite, suggéra que le retour du Christ aurait lieu le 22 octobre 1844, qui selon le calendrier juif karaïte, était la date du Yom Kippur (le jour des expiations). On appela l'annonce de ce message : « le mouvement du septième mois » parce que selon Lévitique 16, le jour des expiations se déroulait au septième mois de l'année juive. Les dirigeants millérites furent surpris par la vitesse de propagation de la nouvelle. Miller accepta la date seulement au début d'octobre 1844.

## Les retombées du millérisme

### La Grande Déception (octobre 1844)
Les estimations du nombre de millérites varient assez largement : entre 50 000 et 500 000 personnes. Sur 17 millions d'Américains en 1844, environ 150 000 personnes (l'estimation la plus probable) attendirent le retour du Christ. Cet enseignement allait alors à contre-courant de la croyance populaire qui annonçait les débuts imminents d'un millénaire de paix et de prospérité sur terre (le (post-)millénarisme). Les Américains pensaient que le Christ reviendrait après le millénaire d'Apocalypse 20 alors que les millérites annonçaient qu'il viendrait avant. Cette position était atypique car il n'était pas question non plus d'un règne terrestre du Christ pendant un millénaire.
La non-venue du Christ en 1844 a été nommée le grand désappointement ou la grande déception. Beaucoup de millérites furent très déçus. William Miller reconnut son erreur mais il n'abandonna jamais sa croyance au retour du Christ, même s'il encouragea les millérites à ne pas fixer de date. Le 10 novembre 1844, il déclara : « Mon esprit est parfaitement calme et mon espérance en la venue de Christ plus forte que jamais. J'ai fait seulement ce que je ressentais après plusieurs années de sobre considération comme étant mon devoir solennel. »
Fatigué et malade, Miller considéra que sa tâche était terminée. Il laissa la direction du mouvement à Joshua Himes. Il devint aveugle au début de 1848. Le 20 décembre 1849, il mourut paisiblement.

### Les églises issues du millérisme
Avant le grand désappointement, de nombreux millérites furent expulsés de leurs confessions religieuses. Après cette date, Miller fut exclu de son église à Low Hampton. Malgré sa réticence, les dirigeants millérites trouvèrent qu'ils n'avaient pas d'autre choix que de fonder une dénomination adventiste. Miller, Himes, Dr. Litch conclurent qu'il ne s'était rien passé le 22 octobre 1844 mais tous les millérites ne partagèrent pas leurs conclusions. Le nombre de ceux qui restèrent attachés à l'espérance du retour du Christ - 50 000 à 100 000 selon les sources de l'époque - éclata en trois courants de pensée : 
- Les adventistes spiritualistes. Ils continuèrent d'accepter la date du 22 octobre mais ils spiritualisèrent l'évènement en déclarant que Jésus était venu spirituellement ce jour-là. Refusant toute organisation en église, ils fonctionnèrent en petits groupes indépendants. La seule dénomination de ce courant de pensée (les adventistes de l'âge à venir) fut fondée en 1885. Mais la durée de vie des spiritualistes fut relativement brève. Le courant s'éteignit au début du XXe siècle.

- Les adventistes d'Albany. Sous la direction de Joshua Himes et de Dr. Josiah Litch, ce courant de pensée fut de loin le plus nombreux de tous les courants issus du millérisme. En mai 1845, Himes convoqua les millérites à Albany dans l'État de New York. Il réaffirma sa conviction que rien ne s'était produit le 22 octobre et il tenta d'organiser le mouvement en église. Mais à cause de divergences doctrinales, les adventistes d'Albany donnèrent naissance à quatre dénominations : l'Église de Dieu (Oregon, Illinois) créée au cours des années 1850, les adventistes évangéliques fondés en 1858 par Himes et Litch, les adventistes chrétiens fondés en 1860 et l'Union de l'avènement et de la vie établie en 1863[11].

- Les adventistes du septième jour. Ils furent de loin le plus petit groupe : une cinquantaine de personnes en 1846. Ils conclurent que la date du 22 octobre était correcte mais que les millérites s'étaient trompés sur la nature de l'évènement. Dès le 23 octobre 1844, Hiram Edson (1806-1882), un fermier méthodiste de Port Gibson dans l'État de New York, considéra que Jésus avait commencé la deuxième phase de son ministère de grand-prêtre dans le sanctuaire céleste. Le jour des expiations était un jour de jugement. Avec Owen Crosier et Dr. Franklin Hall, Edson tira de l'étude d'Hébreux 8-9 que Dieu avait commencé son œuvre de jugement, déterminant le compte des sauvés. Vers 1857, James White appela cette procédure préliminaire d'enquête de la vie de tous les êtres humains, « le jugement investigatif ». Sous l'impulsion de ses cofondateurs Joseph Bates (1792-1872), James White (1821-1881) et Ellen White (née Ellen Gould Harmon, épouse de James White, 1827-1915), l’Église adventiste du septième jour fut fondée en 1860. Trois mille personnes étaient alors adventistes du septième jour.

En 1860, D.T. Taylor publia le premier recensement adventiste. Il estima le nombre d'adventistes (tous courants confondus) à 54 000 personnes et comptabilisa 584 pasteurs. Aujourd'hui, l’Église adventiste du septième jour est pratiquement le seul mouvement héritier du millérisme avec 16 millions de membres baptisés en 2009. Le courant historique des adventistes spiritualistes a disparu. Deux dénominations des adventistes d'Albany ont survécu : les chrétiens adventistes (25 600 membres en 2006) et l’Église de Dieu (600 membres).

## L'apport du millérisme

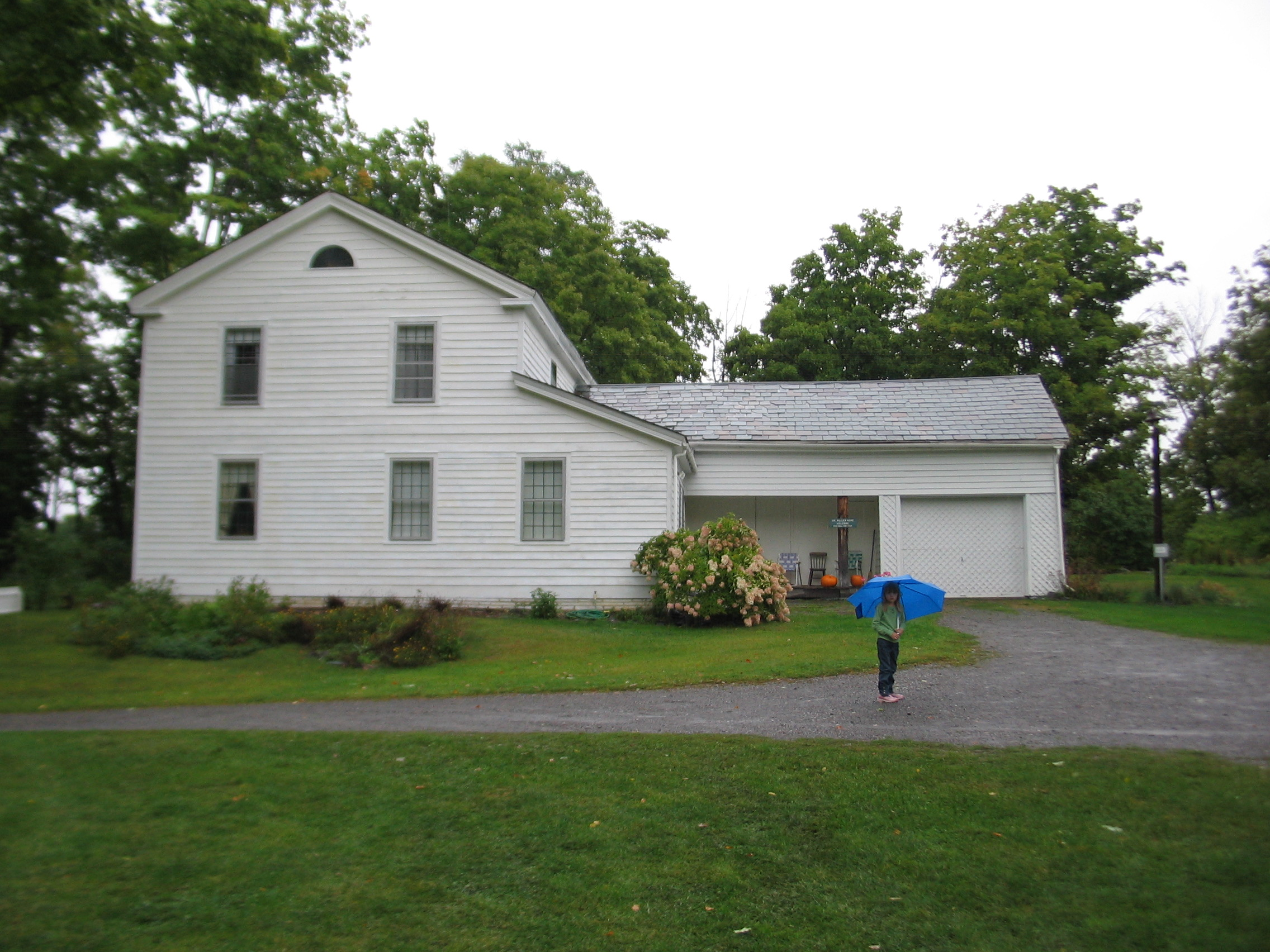
Maison de William Miller, dans l'État de New York, aujourd'hui un musée.

### La doctrine du retour du Christ
La proclamation du retour imminent du Christ est la plus grosse contribution du millérisme au christianisme. Avant la prédication de William Miller, le retour du Christ était une doctrine oubliée de la Bible ou repoussée à loin dans l'avenir. Son message popularisa la croyance du retour proche et visible du Christ parmi les confessions chrétiennes.

### L'étude des prophéties bibliques
Le mouvement millérite créa un réveil et un regain d'intérêt pour l'étude des prophéties apocalyptiques des livres de Daniel et de l'Apocalypse, considérés jusqu'alors comme scellées et hermétiques à la compréhension. Il incita l'étude populaire des prophéties parmi les protestants.

### La recherche biblique
Par sa volonté de retourner à la source du christianisme et de restaurer les enseignements de l’Église chrétienne primitive, le millérisme relança la tradition protestante de la recherche biblique. Les millérites affirmèrent que la Bible était leur seul credo. Ils créèrent un intérêt pour l'exploration de croyances longtemps oubliées ou peu considérées comme l'immortalité conditionnelle de l'âme, le jugement, le sabbat ou les dons spirituels.   

### L'adventisme du septième du jour
Le millérisme donna naissance à un mouvement mondial de proclamation du retour du Christ : l'Église adventiste du septième jour, la principale héritière du message de William Miller. Comme son nom l'indique, « l'adventisme », (le mot latin adventus signifie « arrivée, venue, avènement ») se réfère à l'espérance du glorieux retour du Christ, visible et dans un avenir proche. William Miller ne fut pas lui-même un adventiste du septième jour, ni un observateur du sabbat. Quand il mourut, ce mouvement était encore embryonnaire.

## Millérites renommés
- Joshua Himes, 1805-1896 - prédicateur millérite, pasteur connexioniste, abolitionniste, fondateur de plusieurs revues millérites, dont The Signs of The Times (Les signes des temps) et The Midnight Cry (Le cri de minuit), organisateur et promoteur du mouvement millérite, enseigna l'immortalité conditionnelle.
- Dr. Josiah Litch, 1809-1868 - prédicateur millérite, médecin, pasteur méthodiste, théologien, premier à suggérer la doctrine d'une instruction du jugement avant le retour du Christ.
- Charles Fitch, 1805-1844 - prédicateur millérite, pasteur congrégationaliste puis presbytérien, premier à suggérer une séparation des millérites d'avec les dénominations chrétiennes, codessinateur de la « charte de 1843 ».
- Sylvester Bliss, 1814–1863 - congrégationaliste, rédacteur adjoint puis rédacteur de la revue millérite The Signs of The Times, historien. Il écrivit une biographie sur William Miller, Memoirs of Miller (Mémoires de Miller, 1858). Il publia aussi trois autres ouvrages  : Commentary on the Revelation (Commentaire de l'Apocalypse), The Time of the End (Le temps de la fin), et Analysis of Sacred Chronology (Analyse de la chronologie sacrée)[14].
- George Storrs, 1796-1879 - prédicateur millérite, pasteur méthodiste, abolitionniste, premier à enseigner la doctrine de l'immortalité conditionnelle,
- William Foy, 1818-1893 - prédicateur millérite, pasteur baptiste, il eut deux visions le 18 janvier et le 4 février 1842, rapportées dans son autobiographie, The Christian Experience of William F. Foy (L'expérience chrétienne de William Foy), qu'il publia en 1845. Il eut probablement une ou deux visions avant octobre 1844 mais qu'il ne comprit pas[15],[16].
- Hazen Foss, 1818–1893 - eut une vision peu avant octobre 1844, mais refusa de présenter son message[17].
- Apollos Hale, 1807-1898 - prédicateur millérite, pasteur méthodiste épiscopal, rédacteur adjoint de la revue The Signs of The Times, codessinateur de la « charte de 1843 ».
- Samuel Snow, 1806-1890 - prédicateur millérite, congrégationaliste. En août 1844, il suggéra la date du retour du Christ, le situant au 22 octobre 1844, suscitant le mouvement dit du « septième mois ».
- Joseph Bates, 1792-1872 - prédicateur millérite, connexioniste, il sera un cofondateur de l'Église adventiste du septième jour.
- James White, 1821-1881 - prédicateur millérite, connexioniste, il sera un cofondateur de l’Église adventiste du septième jour.
- Ellen White, 1827-1915 - méthodiste, elle sera une cofondatrice de l’Église adventiste du septième jour.